# Lijst van ambachtsheren van Alphen en Rietveld
Heren en vrouwen van de ambachtsheerlijkheid Alphen en Rietveld:
| Periode          | Naam heer of vrouwe                | Opmerkingen |
| ---------------- | ---------------------------------- | --- |
| 1640/1659 - 1668 | Hendrik Stevin                     | |
| 1668 - 1689      | Jacob van der Meer                 | |
| 1689 - 1691      | Huybert van der Meer               | |
| 1692 - 1742      | Willem Assuerus van der Meer       | |
| 1742 - 1744      | Jacob van der Meer                 | |
| 1745 - 1766      | Catharina de Wilde                 | door koop. Haar echtgenoot, Abraham Josua Brakonier, wordt wel genoemd als ambachtheer, maar hij is overleden in 1736. |
| 1766-1772        | Theodorus de Smeth                 | door koop; tevens heer van Deurne en Liessel                                                                           |
| 1772-1809        | Pieter baron de Smeth              | |
| 1809-1843        | Theodorus Pieter baron de Smeth    | |
| 1843-1870        | Henri baron de Smeth               | |
| 1870-1941        | Paul Arnold Jacques baron de Smeth | |
| 1941-1983        | Paul Arnold Jacques baron de Smeth | |
| 1983 -           | Ferdinand François baron de Smeth  | |

In 1923 vervielen de laatste heerlijke rechten door de invoering van de nieuwe Jachtwet. Vanaf die tijd wordt gesproken over titulair heren.